# West Pokot County
West Pokot County (bis 2010 West Pokot District) ist ein County in Kenia. Die Hauptstadt des Countys ist Kapenguria. Im County lebten 2019 621.241 Menschen auf 8418,2 km². West Pokot grenzt im Westen an Uganda.

## Geografie
Die Menschen leben hauptsächlich von Landwirtschaft, knapp 14 % der Landfläche sind urbar, Wälder nehmen 3,8 % des Countygebietes ein. Angebaut werden vor allem Mais, Bohnen und Hirse. Im West Pokot County befindet sich die Turkwel-Talsperre.

## Bildung
2003 gab es 250 Primary Schools und nur 15 Secondary Schools in West Pokot, deren Gebäude sich teilweise in einem sehr schlechten Zustand befanden. 2006 war die Zahl der Primary Schools auf 304 angewachsen, die Zahl der Secondary Schools auf 26. Alle Primary Schools nahmen an einem Schulspeisungsprogramm teil.

## Gesundheitswesen
Die medizinische Versorgung im West Pokot County ist schlecht, es gibt nur zwei Krankenhäuser. In Kapenguria befindet sich das Kapenguria County Hospital, in Ortum ein 1956 von den Missionary Sisters of the Holy Rosary des Bistums Cork und Ross gegründetes Missionskrankenhaus mit Krankenpflegeschule. Das 125-Betten-Haus wird von der Diözese Kitale betreut.

## Gliederung
Das County teilt sich in Councils und Divisionen auf. Es gibt drei Wahlbezirke, Kacheliba, Kapenguria und Sigor. Im Rahmen der Verfassung von 2010 wurden die Distrikte Pokot Central, Pokot North und West Pokot unter der neuen Bezeichnung West Pokot County vereinigt.
| Sitz der Behörde | Typ      | Einwohner (1999) |
| ---------------- | -------- | ---------------- |
| Kapenguria       | Gemeinde | 056.019          |
| Chepareria       | Stadt    | 08.212           |
| Pokot            | County   | 243.855          |
| Gesamt           | -        | 308.086          |

| Division   | Einwohner (1999) | Hauptstadt |
| ---------- | ---------------- | ---------- |
| Alale      | 029.679          |            |
| Chepareria | 068.518          | Chepareria |
| Chesegon   | 021.343          |            |
| Kacheliba  | 020.151          |            |
| Kapenguria | 062.746          | Kapenguria |
| Kasei      | 09.879           |            |
| Kongelai   | 020.018          | Kongelai   |
| Lelan      | 032.931          |            |
| Sigor      | 042.821          | Sigor      |
| Gesamt     | 308.086          | -          |

## Töchter und Söhne des West Pokot County
- Pamela Chepchumba (* 1979 in Kapsait, Rift Valley), kenianische Langstreckenläuferin
- Susan Chepkemei (* 1975 in Komol, Rift Valley), kenianische Langstreckenläuferin
- Lonah Chemtai Salpeter (* 1988 in Kapkanyar, Rift Valley), israelische Langstreckenläuferin
- Tegla Loroupe (* 1973 in Kapsait, Rift Valley), kenianische Langstreckenläuferin
- Jacob Krop (* 2001), kenianischer Langstreckenläufer